# Churton by Aldford
Churton by Aldford is een civil parish in het bestuurlijke gebied Cheshire West and Chester, in het Engelse graafschap Cheshire met 212 inwoners.